# ユークンダ (小惑星)
ユークンダ (948 Jucunda) は小惑星帯に位置する小惑星である。ハイデルベルクのケーニッヒシュトゥール天文台でカール・ラインムートによって発見された。
11月25日が祝日の聖ユークンダにちなんで命名された。